# Bellevue (Washington)
Bellevue is een stad in de Amerikaanse staat Washington en telt 109.569 inwoners. Het is hiermee de 206e stad in de Verenigde Staten (2000). De oppervlakte bedraagt 79,5 km², waarmee het de 193e stad is.
In het westen grenst Bellevue aan Lake Washington, met aan de overzijde Seattle.

## Demografie
Van de bevolking is 13,4% ouder dan 65 jaar en bestaat voor 28,4% uit eenpersoonshuishoudens. De werkloosheid bedraagt 2,6% (cijfers volkstelling 2000).
Ongeveer 5,3% van de bevolking van Bellevue bestaat uit hispanics en latino's, 2% is van Afrikaanse oorsprong en 17,4% van Aziatische oorsprong.
Het aantal inwoners steeg van 98.628 in 1990 naar 109.569 in 2000.

## Klimaat
In januari is de gemiddelde temperatuur 4,5 °C, in juli is dat 18,4 °C. Jaarlijks valt er gemiddeld 944,6 mm regen (gegevens op basis van de meetperiode 1961-1990).

## Geboren
- Larry Sanger (1968),  filosoof en een van de oprichters van Wikipedia
- Mick Dierdorff (1991), snowboarder

## Partnersteden
- Kladno (Tsjechië)

## Plaatsen in de nabije omgeving
De onderstaande figuur toont nabijgelegen plaatsen in een straal van 8 km rond Bellevue.